# 新加坡科技設計大學
新加坡科技设计大学（英語：Singapore University of Technology and Design），是新加坡共和国的第四所公立大学，與美国麻省理工学院和中国浙江大学合作办学，于2012年正式开学。新加坡科技设计大学是世界上第一所集设计与创新于研究与工程中的大学。

## 校园
永久校园位于樟宜机场附近，土地原为已停办的亚洲新南威尔斯大学预定校园，已经于2015年完工。

## 校史
新加坡科技设计大学于2012年4月在杜佛路（Dover Road）临时校区正式开学，2014年位于樟宜的永久校区建成后其将成为唯一一所位于新加坡东部的大学。
新加坡科技设计大学创校校长为美国麻省理工学院教授托马斯·L·马尼安提（Thomas L. Magnanti）。

## 学科院系
总共将设有工艺与永續設計、工程产品开发、工程系统与设计以及資訊系统技术与设计四个系。对于土木与环境工程、生产线管理以及制造工程等三个专业，学校将提供2年的MIT-SUTD双重硕士学位，

## 合办学校
SUTD将与美国的麻省理工学院和中国的浙江大学一起合作办学。创校校长即为麻省理工的托马斯.L.马尼安提（Thomas L. Magnanti）教授，学校教职工将由麻省理工代为面试、招聘，所有教职工在授课之前会在麻省理工进行1年的培训。

## 招生
国际学生需要提供SAT或TOEFL成绩，此外申请者还需提交500字的个人陈述以及参加面试。